# Sielce (województwo lubelskie)
Sielce dawniej też Siedlecz – wieś w Polsce położona w województwie lubelskim, w powiecie puławskim, w gminie Końskowola.
Wieś stanowi sołectwo gminy Końskowola. Według Narodowego Spisu Powszechnego z roku 2011 wieś liczyła 612 mieszkańców.
Wierni Kościoła rzymskokatolickiego należą do parafii Znalezienia Krzyża Świętego i św. Andrzeja Apostoła w Końskowoli.

## Historia
Wieś szlachecka Siedlce położona była w drugiej połowie XVI wieku w powiecie lubelskim województwa lubelskiego. W latach 1975–1998 miejscowość położona była w województwie lubelskim.

### Archeologia
W roku 2016 w trakcie badań ratowniczych przy obwodnicy Puław archeolodzy z Fundacji Rzeszowskiego Ośrodka Archeologicznego 
odkryli w  Sielcach na stanowisku Pulki znaleziska z epoki brązu oraz kamienia. Są to zarówno fragmenty ceramiki jak i narzędzia.